# Estanh de Canalbòna
L'Estanh de Canalbòna és un petit llac de muntanya al vessant francès del massís del Montcalm. Es tracta d'un circ glacial que recull aigües dels vessants de la Punta de Gabarró (sud/sud-est) del pic de Canalbona (sud-est) i del Collet Franc (est i sud). Aboca el seu corrent a la Comba del Riufred pertanyent a la conca de la Garona. Administrativament pertany a la comuna francesa d'Auzat a l'Arieja.